# Поп-фильтр
Поп-фильтр — фильтр для микрофона, снижающий звуковые помехи от дыхания человека. Таким образом, использование поп-фильтра может продлить срок службы микрофона.
Типичный поп-фильтр состоит из одного или нескольких слоёв акустически полупрозрачных материалов, таких как нейлон, натянутых вокруг круглой рамки. Металлические поп-фильтры используют тонкое сито металла вместо нейлона. Также можно создать импровизированный поп-фильтр, например, из колготок, натянутых на сито или пяльцы. Самое важное — чтобы поп-фильтр не касался микрофона, так как вибрации от него будут напрямую передаваться микрофону.